# AGSM Verona
 (septembre 2023).
La mise en forme du texte ne suit pas les recommandations de Wikipédia : il faut le « wikifier ».
Les points d'amélioration suivants sont les cas les plus fréquents. Le détail des points à revoir est peut-être précisé sur la page de discussion.
- Les titres sont pré-formatés par le logiciel. Ils ne sont ni en capitales, ni en gras.
- Le texte ne doit pas être écrit en capitales (les noms de famille non plus), ni en gras, ni en italique, ni en « petit »…
- Le gras n'est utilisé que pour surligner le titre de l'article dans l'introduction, une seule fois.
- L'italique est rarement utilisé : mots en langue étrangère, titres d'œuvres, noms de bateaux, etc.
- Les citations ne sont pas en italique mais en corps de texte normal. Elles sont entourées par des guillemets français : « et ».
- Les listes à puces sont à éviter, des paragraphes rédigés étant largement préférés. Les tableaux sont à réserver à la présentation de données structurées (résultats, etc.).
- Les appels de note de bas de page (petits chiffres en exposant, introduits par l'outil «  Source ») sont à placer entre la fin de phrase et le point final[comme ça].
- Les liens internes (vers d'autres articles de Wikipédia) sont à choisir avec parcimonie. Créez des liens vers des articles approfondissant le sujet. Les termes génériques sans rapport avec le sujet sont à éviter, ainsi que les répétitions de liens vers un même terme.
- Les liens externes sont à placer uniquement dans une section « Liens externes », à la fin de l'article. Ces liens sont à choisir avec parcimonie suivant les règles définies. Si un lien sert de source à l'article, son insertion dans le texte est à faire par les notes de bas de page.
- La présentation des références doit suivre les conventions bibliographiques. Il est recommandé d'utiliser les modèles {{Ouvrage}}, {{Chapitre}}, {{Article}}, {{Lien web}} et/ou {{Bibliographie}}. Le mode d'édition visuel peut mettre en forme automatiquement les références.
- Insérer une infobox (cadre d'informations à droite) n'est pas obligatoire pour parachever la mise en page.

Pour une aide détaillée, merci de consulter Aide:Wikification.
Si vous pensez que ces points ont été résolus, vous pouvez retirer ce bandeau et améliorer la mise en forme d'un autre article.
Jusqu'au 31 décembre 2020, la société AGSM Verona SpA était une entreprise multiservices (it) privée dont le siège social était implanté à Vérone, région Vénétie, dans le nord de l'Italie. Important opérateur de production et de distribution d'électricité et de gaz naturel, AGSM Verona SpA est aussi concessionnaire de services publics avec ses réseaux de chauffage urbain, télécommunications (fibre optique) et d'éclairage public.
Le 29 décembre 2020, la société opère une fusion-incorporation avec AIM Vicenza pour former le Groupe AGSM AIM SpA opérationnel le 1er janvier 2021. Ses principaux actionnaires sont les municipalités de Vérone et Vicence, respectivement 61,2 % et 38,8 % du capital de l'entreprise.

## Histoire
- 1898 - La Compagnie Municipale d'Électricité, qui constitue l'origine de l'AGSM, est fondée pour favoriser le développement des premières industries de Vérone. Le premier service est l'éclairage public de la ville de Vérone,
- 1923 - Création de l'"Azienda Autonoma dell'Acquedotto",
- 1929 - Création de la "Compagnie du Gaz" avec une production locale,
- 1931 -  Création de la "Société Générale des Services Communaux de la Commune de Vérone", qui regroupe les entreprises municipales existantes (électricité, eau , fabrique de glace, gaz et tramway),
- 1953 - Début de la distribution du méthane,
- 1975 - Début du service de chauffage urbain,
- 1983 - Raccordement de tous les réseaux d'égout à la station d'épuration des eaux centrale,
- 2000 - Changement de structure de l'entreprise, transformation en "Azienda Speciale" (1999) renommée AGSM Verona SpA,
- 2002 - Le 1er décembre, AGSM acquiert la branche commerciale d'ENEL Distribuzione SpA et devient le seul distributeur d'électricité dans les communes de Vérone et Grezzana,
- 2003 - Janvier : ouverture du marché libre du gaz en Italie à tous les utilisateurs (libéralisation complète du gaz) - Mai : ouverture du marché libre EE supérieur à 100 MWh/an (PME),
- 2007 - AGSM Energia Srl, distribue sur le marché intérieur italien de l'énergie issue de sources renouvelables,
- 2008 - Regroupement de toutes les activités commerciales du groupe AGSM Vérone dans AGSM Energia Srl (vente de gaz, de chauffage urbain et d'autres services),
- 2012 - Création de 2V Energy (société 50% AGSM Energia, 50% AIM Energy pour l'achat d'électricité et de gaz). Rachat de la station thermale AMIA Vérone,
- 2017 - La branche commerciale d'AET Italia est intégrée dans AGSM Energia,
- 2020 - Le 29 décembre la fusion par incorporation d'AIM Vicenza dans AGSM Vérone est effective avec la création de la multi-utility, AGSM AIM SpA,
- 2021 - Le 1er janvier 2021, le Groupe AGSM AIM SpA est officiellement né.

### Profil de la société
En 2013, AGSM Verona SpA était la cinquième entreprise de la province de Vérone en termes de chiffre d'affaires. En 2014, elle a connu une forte croissance portant son chiffre d'affaires à 800 millions d'€uros. De 2011 à 2015, AGSM a été le sponsor officiel de l'équipe Hellas Vérone et, en septembre 2013, elle est devenue le sponsor de l'équipe féminine de football de Vérone, anciennement Bardolino Vérone, parmi les plus titrées de Championat italien de footbal féminin (it).

## Actionnariat
Le capital de la société est entièrement détenu par la municipalité de Vérone.

## Production
La production de l'année 2019 été caractérisée par l'utilisation à plein régime de la centrale thermoélectrique de Mincio pour compenser la baisse de la production hydroélectrique causée par le manque d'eau dans les réservoirs des barrages de la société. La production éolienne a également progressé avec la mise en service de nouveaux parcs.
| Production AGSM Verona SpA | Production AGSM Verona SpA | Production AGSM Verona SpA | Production AGSM Verona SpA |
| Origine                    | 2019 (GWh)                 | 2018 (GWh)                 | ±                          |
| -------------------------- | -------------------------- | -------------------------- | -------------------------- |
| Hydroélectrique            | 148                        | 165                        | - 10 %                     |
| Éolienne                   | 112                        | 97                         | + 16 %                     |
| Photovoltaïque             | 9                          | 8                          | + 8 %                      |
| Thermoélectrique           | 474                        | 356                        | + 33 %                     |
| Cogénération               | 213                        | 228                        | - 7 %                      |
| TOTAL                      | 956                        | 853                        | + 12 %                     |

## Composition du groupe AGSM Verona SpA
La holding comprend les sociétés :
- Megareti SpA - 100,0 %
- AMIA Verona SpA - 100,0 %
  - SER.IT Srl - 99,74 %
  - Transeco Srl - 100,0 %
- AGSM Energia SpA - 95,0 %
  - 2V Energy Srl - 100,0 %
- AGSM Lighting Srl - 100,0 %
- Parco Eolico Riparbella Srl - 63,0 %
- Parco eolico Carpinaccio Srl - 63,0 %
- Consorzio Canale Industriale G.Camuzzoni di Verona Scarl - 75,0 %
- Parcoeolico Carpinaccio Srl - 63,0 %
- EN.IN. ESCO Srl - 100,0 %
- AGSM Holding Albanie Tirana - 75,0 %
- AGSM Energia Est Veronese Srl - 100,0 %
- Acque Veronesi Scarl - 46,72 %
- Consorzio GPO Reggio Emilia - 33,46 %.